# Robert Schiff
Pour les articles homonymes, voir Schiff.
Robert Schiff (né le 25 juillet 1854 à Francfort-sur-le-Main en ville libre de Francfort et mort en 1940 à Massa en Italie) est un chimiste italien d'origine allemande.

## Biographie
Robert Schiff est le fils du médecin et physiologiste Moritz Schiff et de Claudia Trier.
Il est successivement étudiant à l'université de Heidelberg puis à l'université de Zurich où il obtient son doctorat en 1876.
Il sera ensuite l'assistant du professeur Stanislao Cannizzaro à la Sapienza de Rome. En 1879, il est nommé Professeur de chimie à l'Université de Modène. Il occupe la chaire de chimie pharmaceutique à l'Université de Pise à partir de 1892.
Il étudie la condensation des aldéhydes et de l'ammoniac et les hétérocycles. Il s’intéresse aux bases de Schiff décrites par son oncle Hugo Schiff.

## Travaux
- (it) Degli equivalenti capillari dei corpi semplici, Roma : coi tipi del Salviucci, 1884. - 1 opusc. In testa al front.: Reale accademia dei Lincei. - Da: Memorie della classe di scienze fisiche, matematiche e naturali, ser. 3, vol. 19
- (it) Di alcune proprietà fisiche del tiofene  - [S.l. : s.n., 1885?]. - 1 opusc. Estr. da: Gazzetta chimica italiana, t. 15 (1885)
- (it) Sui cambiamenti di volume durante la fusione  - Roma : coi tipi del Salviucci, 1884. - 1 opusc. In testa al front.: Reale accademia dei Lincei. - Da: Memorie della classe di scienze fisiche, matematiche e naturali, ser. 3, vol. 18
- (it) Sulle costanti capillari dei liquidi al loro punto di ebollizione . - Roma : coi tipi del Salviucci, 1884. - 1 opusc. In testa al front.: Reale accademia dei Lincei. - Da: Memorie della classe di scienze fisiche, matematiche e naturali, ser. 3, vol. 18
- (de)Ueber die Capillaritätsconstanten der Flussigkeiten bei ihrem Siedepunkte, Berlin : A.W. Schade's, 1882. - 1 opusc. Estr. da: Berichte der Deutschen Chemischen Gesellschaft, Jah. 15, Ht. 18